# Meriola arcifera
Meriola arcifera is een spinnensoort uit de familie van de Trachelidae.
De wetenschappelijke naam van de soort werd in 1886 als Trachelas arcifer gepubliceerd door Eugène Simon.